# Axel Miesner

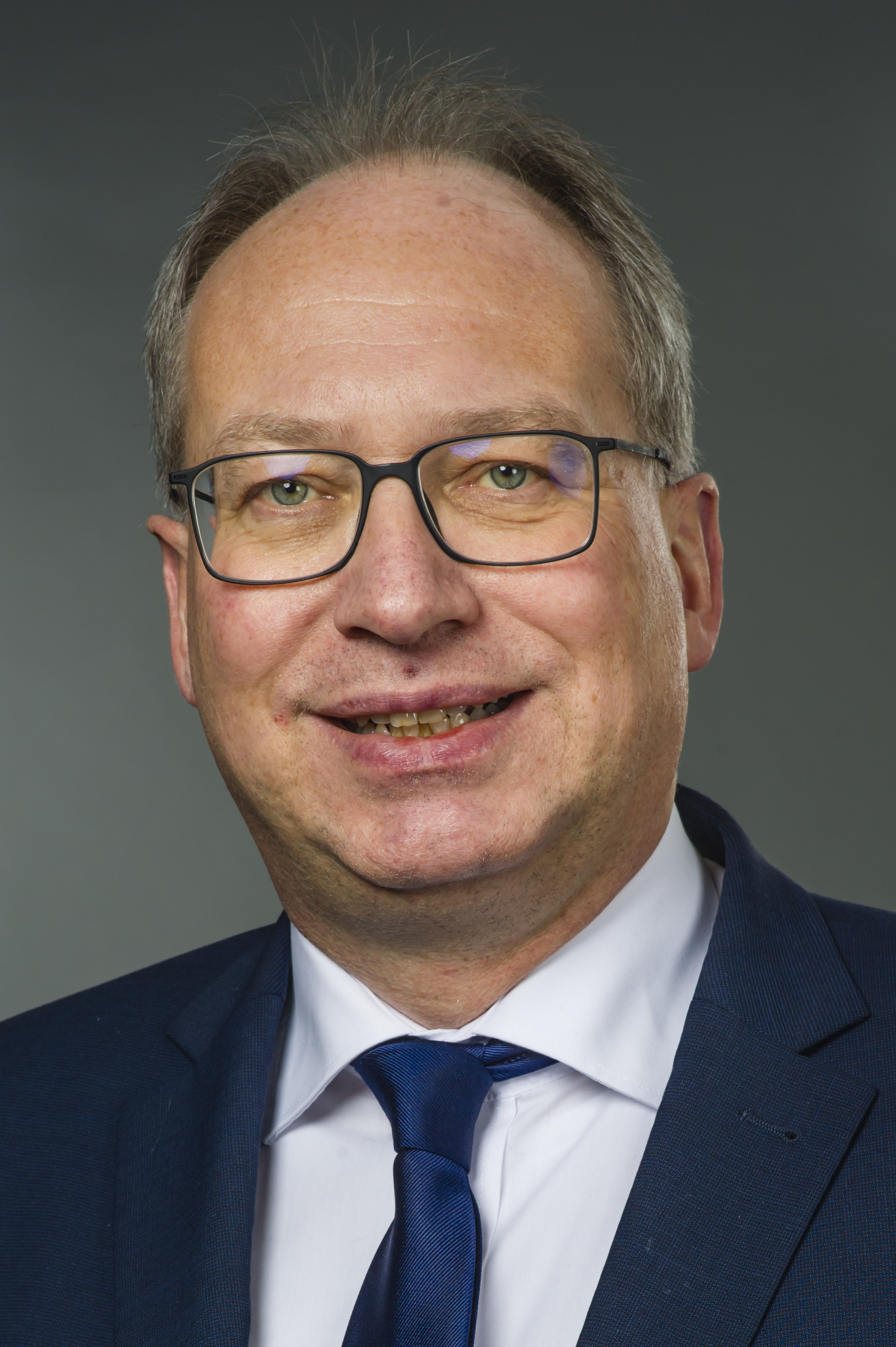
Axel Miesner 2018

Axel Miesner (* 15. Mai 1965 in Bremen) ist ein deutscher Kommunalpolitiker (CDU) und seit März 2003 Mitglied des Niedersächsischen Landtags.

## Leben
Miesner besuchte die  Haupt- und Realschule in Lilienthal. Nach seiner Ausbildung zum Elektroinstallateur erwarb Miesner seine Fachhochschulreife in Osterholz-Scharmbeck und studierte anschließend Automatisierungstechnik an der Hochschule Bremen. Seit 1995 ist er selbständiger Inhaber eines System- und Dienstleistungshauses in Lilienthal.
Mitglied der CDU ist er seit 1980. Seit 1995 ist er als Vorsitzender des CDU-Ortsverbandes Worphausen tätig. Seit 1991 gehört er dem Rat der Einheitsgemeinde Lilienthal an und von 1994 bis 1996 sowie seit 2001 ist er Kreistagsabgeordneter des Landkreises Osterholz.
Seit März 2003 gehört Miesner dem Landtag Niedersachsen an. Er gewann stets das Direktmandat im Landtagswahlkreis Osterholz.
Axel Miesner hat eine Tochter.